# Gavin Lovegrove
Gavin Brian Lovegrove (né le 21 octobre 1967 à Hamilton) est un athlète néo-zélandais spécialiste du lancer du javelot.

## Biographie

### Palmarès
| Date | Compétition                   | Lieu      | Résultat | Performance |
| ---- | ----------------------------- | --------- | -------- | ----------- |
| 1986 | Championnats du monde juniors | Athènes   | 3e       | 74,22 m     |
| 1986 | Jeux du Commonwealth          | Édimbourg | 3e       | 76,22 m     |
| 1990 | Jeux du Commonwealth          | Auckland  | 3e       | 81,66 m     |
| 1991 | Championnats du monde         | Tokyo     | 4e       | 84,24 m     |
| 1992 | Jeux olympiques               | Barcelone | 9e       | 77,08 m     |
| 1994 | Jeux du Commonwealth          | Victoria  | 3e       | 80,42 m     |
| 1994 | Coupe du monde des nations    | Londres   | 3e       | 82,28 m     |

### Records
| Épreuve           | Performance | Lieu | Date           |
| ----------------- | ----------- | ---- | -------------- |
| Lancer du javelot | 88,20 m     | Oslo | 5 juillet 1996 |